# Damarwulan (Keling)
Damarwulan is een bestuurslaag in het regentschap Jepara van de provincie Midden-Java, Indonesië. Damarwulan telt 6968 inwoners (volkstelling 2010).